# Хайдерих, Хельмут
Хельмут Хайдерих (нем. Helmut Heiderich, родился 4 февраля 1949 года) — немецкий политик, член Христианско-демократического союза Германии (ХДС), член Бундестага (комитет по бюджету, а также подкомитет по вопросам Европейского Союза).

## Биография
Родился в муниципалитете Лаутенхаузене коммуны Фридевальд. В 1967 году окончил среднюю школу в городе Бад-Херсфельде. В 1972 году он окончил вуз со степенью магистра в области экономики. С 1975 года штудиенрат, с 1982 года заместитель директора полной средней школы.
Хайдерих женат и имеет двух дочерей.
Он был избран членом Бундестага Германии с 1996 по 1998 и вновь с 2000 до 2005 года. В 2011 году он снова вернулся в парламент. В течение 18-го Бундестага он является членом Спорткомитета.